# Pandora A/S

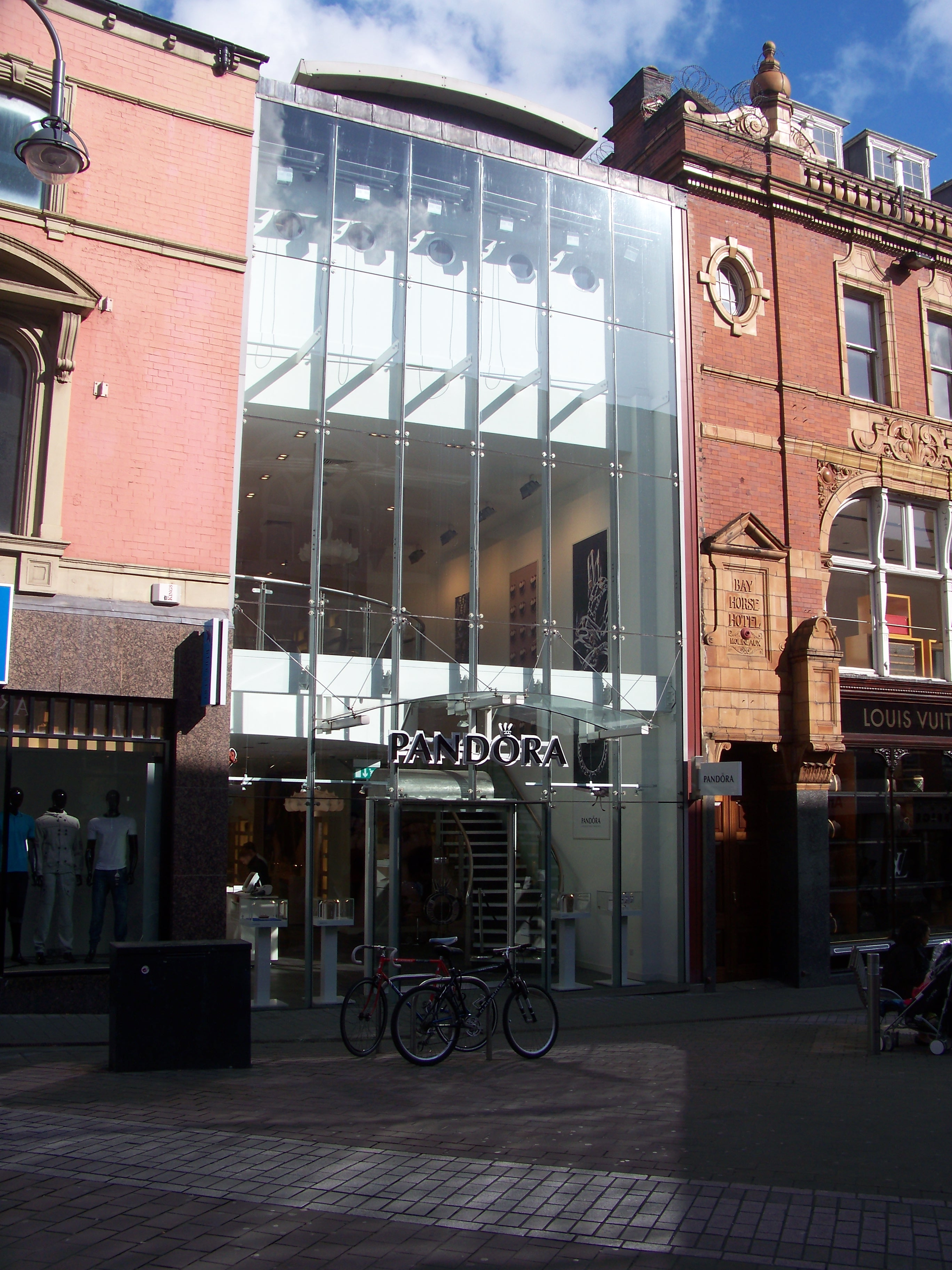
Een PANDORA-winkel in Leeds, West Yorkshire.

Pandora A/S is een Deense producent en handelaar van juwelen. Pandora begon als een familiebedrijf in 1982 en groeide uit tot ’s werelds op twee na grootste fabrikant van handgemaakte juwelen.
Pandora is bekend om haar zelf samen te stellen armbanden. Haar assortiment bestaat verder uit design ringen, oorringen, halskettingen, hangers en horloges. Het bedrijf is actief in ruim 100 landen met meer dan 8.100 verkooppunten en 21.500 werknemers. Het hoofdkantoor is gevestigd in Kopenhagen.

## Geschiedenis

### Ontstaan in Kopenhagen
In 1982 opende goudsmid Per Enevoldsen met zijn vrouw Winnie een juwelierszaak in Kopenhagen. Ze importeerden sieraden uit Thailand, maar toen de vraag hiernaar groeide, richtten ze zich vooral op de groothandel. In 1987 stopten ze de winkelactiviteiten en gingen ze verder als groothandel.

### Productie in Thailand
Na enkele jaren startte het bedrijf in 1989 een eigen fabriek in Thailand om zijn artikelen te produceren. Lone Frandsen werd als ontwerper aangenomen. In 1996 kwam goudsmid en ontwerper Lisbeth Larsen bij het bedrijf. Samen speelden zij een sleutelrol bij het vormen van de huidige Pandora-stijl. De juwelen van Pandora worden hoofdzakelijk vervaardigd in Gemopolis in Thailand, waar het bedrijf 12.400 werknemers tewerkstelt.
In 2016 werden er 122 miljoen stukken vervaardigd. Pandora opende datzelfde jaar een nieuwe productiesite in Lamphun, nabij Chiang Mai in Noord-Thailand, om tegemoet te komen aan de toenemende vraag en de jaarlijkse productiecapaciteit te kunnen verhogen tot 200 miljoen eenheden. Een tweede nieuwe productiesite is in ontwikkeling in Gemopolis en zal eind 2018 in gebruik worden genomen. De nieuwe productiefaciliteiten werden gecertificeerd als “groene gebouwen” (Leadership in Energy and Environment (LEED)- gecertificeerd) en hebben een focus op energiezuinigheid en waterrecyclage.

### Distributienetwerk
De verkoop van het Pandora-merk begon in Europa, maar werd uitgebreid in 2003 met Noord-Amerika. Het bedrijf opende wereldwijd eigen conceptwinkels alvorens in Australië van start te gaan met haar franchise model in 2009. Sindsdien worden de eigen winkels gecombineerd met franchisewinkels.
Het merk wordt wereldwijd verkocht via een 8.100-tal verkooppunten, waaronder ruim 2.100 eigen concept winkels. In 2011 lanceerde Pandora het online verkoopplatform eStore en sindsdien werd er meer geïnvesteerd in e-commerce.
In 2016 waren de afzetmarken Noord-Amerika, EMEA en Azië-Australië goed voor respectievelijk 34%, 47% en 19% van de wereldomzet. In 2016 opende het bedrijf 336 nieuwe winkels waaronder 87 nieuwe concept winkels in de Verenigde Staten, hetgeen de grootste markt is voor Pandora, 53 nieuwe winkels in Latijns Amerika (waarvan 21 in Brazilië), 44 nieuwe concept winkels in China en 11 nieuwe winkels in Australië.
Datzelfde jaar werd het productgamma van Pandora ook integraal gelanceerd op Tmall.com (Alibaba Group), het grootste B2C online handelsplatform in China.
Pandora A/S heeft in Nederland en België meer dan 150 verkooppunten. Op 30 juni 2017 nam
Pandora A/S het Pandora-distributienetwerk van het Belgische bedrijf Gielen Trading BVBA uit Lummen over. Dit resulteerde in 16 nieuwe verkooppunten in de Benelux.
Sinds 2017 is Pandora ook actief in India dat net zoals Thailand en China behoort tot 's werelds grootste juwelenmarkten. Via een exclusief partnership met Pan India Charms & Jewellery Private Limited (Pan India) zal de groep in de komende drie jaren een vijftal winkels openen in India, voornamelijk in de grote steden Delhi, Mumbai en Bangalore.

## Milieu-impact
Pandora vervaardigt haar juwelen door gebruik te maken van overwegend gerecycleerd zilver, goud en zirkonia en handgemaakte stenen zodat de effecten van haar activiteiten op het milieu gereduceerd worden tot een minimum.
86% van alle gouden korrels en 91% van de zilverkorrels die het bedrijf herwerkt tot juwelen, ontstonden in 2016 uit gerecycleerde bronnen. Het overige deel is afkomstig van leveranciers die gecertificeerd werden door de RJC (Responsible Jewelry Council).
Uit een studie van het Britse onafhankelijke onderzoeksbureau Trucost blijkt dat de ecologische impact van de juwelenproductie kan verlaagd worden tot minder dan 5% indien gebruik gemaakt wordt van gerecycleerd zilver en goud ten opzichte van het gebruik van het ontgonnen alternatief.

## Beursnotering en resultaten
In 2008 verkocht de Enevoldsen familie 60% van Pandora A/S aan de Deense private equity groep Axcel. Twee jaar later, in oktober 2010, werden de aandelen van Pandora A/S naar de beurs gebracht, hetgeen resulteerde in een marktkapitalisatie van 27 miljard DKK (3,51 miljard EUR). Het bedrijf is genoteerd op de Nasdaq OMX in Denemarken en is een onderdeel van de OMX Copenhagen 20 index.
Pandora A/S groeide uit tot de derde grootste producent van juwelen op vlak van omzet, na Cartier en Tiffany & Co. In 2011 werd elke seconde een juweel van Pandora verkocht. De omzet van het bedrijf verdrievoudigde tussen 2012 en 2016 tot 20,28 miljard DKK (2,7 miljard EUR), terwijl de winst vervijfvoudigde in dezelfde periode tot 6,02 miljard DKK (0,78 miljard EUR).